# نهر بيش
نهر بيش (بالباشتونية: پېچ سيند)، هو نهر يقع في شرق أفغانستان.

## المسار
يتغذى نظام نهر بيش من الأنهار الجليدية والثلوج من سلسلة جبال هندو كوش الشمالية. ينبع النهر من ولاية نورستان الوسطى ويتدفق جنوبًا وجنوب شرق عبر وسط ولاية كنر، لينضم إلى نهر كونر (نهر أسمر، لوي سيند) في عاصمة ولاية أسعد آباد. نهر كونر هو أحد روافد نهر كابل، وهو جزء من حوض نهر السند.
يشمل النهر على روافد عديدة التي تشكل الوديان على كلا الجانبين للنهر. ويشمل وادي تشابا دارا، وايغال، كورنغال (موقع فيلم ريستريبو)، واتابور، وشارياك.

## الثقافة
في وادي بيش، يتحدث السكان بلغة الباشتو وكذلك لغة أسكونو. تشكل قبيلة صافي (أو سابي) البشتونية أغلبية السكان في وادي بيش.
أكبر مستوطنة في النهر هي نانغالام، التي تقع عند ملتقى نهر وايغال مع نهر بيش.